# 札幌市交通局200形電車
札幌市交通局200形電車（さっぽろしこうつうきょく200がたでんしゃ）は、札幌市交通局が1957年に導入した札幌市電の路面電車車両である。

## 概要
1957年（昭和32年）に登場した。201 - 208号の8両。320形と同年に登場した初の北海道製のボギー電車（道産電車と呼ばれた）であり、後の210形以降の道産電車の基となった。
地元企業4社の共同企業体である札幌綜合鉄工共同組合（札鉄共）で、単車の150形と170形の台枠や主要機器を流用して製作された。製作経費は1両あたり368万7千円であった。
正面は320形と共通する3枚窓であるが、絞りが少なく平面的で、幅もやや広い。中央窓は上ヒンジで下部が外へせり出す開閉窓で、左右は固定窓であった。前照灯は腰部のみの1灯である。
単車の台枠を流用した関係で前扉は折戸となり、中扉を含めドアエンジンはない。また、集電装置はビューゲルであった。
登場当初の塗色は上半部がライトグレー、ほかはオレンジイエローであった。後に330形と同様の塗色に変更されたが、ステンレスの飾り帯は付けられず、白帯となった。
1970年（昭和45年）から始まったワンマン化改造工事の対象とはならず、1971年（昭和46年)10月に全車廃車となった。

## 改造
方向幕
202号までは正面中央上部に小型のものが設置されていたが、1960年（昭和35年）に中央に大型の物を設置する改造を行った。203号以降は当初から大型の方向幕を装備して登場した。
排障器
製造当初は網状のものが取り付けられていたが、丸棒製の格子状の物に変更された。

## 主要諸元
- 全長：12,370mm
- 全幅：2,160mm
- 全高：3,650mm
- 自重：14.0t
- 定員：90人
- 出力・駆動方式：37.3kW×2・吊り掛け式
- 台車型式：札幌綜合鉄工共同組合メタル軸受け式